# Nwaar is the New Black
Singles de Damso
N. J Respect R
(2017) Θ. Macarena
(2017)
Clip vidéo
[vidéo] « Damso - A. Nwaar Is The New Black (Official Video) », sur YouTube
Pistes de Ipséité
B. #QuedusaalVie
(2)
Nwaar is the New Black ou A. Nwaar is the New Black est une chanson du rappeur belge Damso extraite de l'album Ipséité. Le titre est sorti en tant que deuxième single de l'album le 28 avril 2017, le même jour que l'album.
Le même jour sort d'ailleurs le clip de cette musique, c'est le deuxième de l'album à voir le jour, après N. J Respect R.
Le single rencontre le succès lors de sa sortie et est certifié single de diamant en France.

## Clip vidéo
Il s'agit du deuxième clip du disque, paru le même jour que l'album, seulement quelques heures après celui de J Respect R. On notera l'apparition du rappeur Siboy dans le début du clip, artiste également signé sur le label 92i.

## Classements

### Classements hebdomadaires
| Classements                             | Meilleure position |
| --------------------------------------- | ------------------ |
| France (SNEP)                           | 2                  |
| Belgique (Wallonie Ultratop 50 Singles) | 8                  |
| Suisse (Schweizer Hitparade)            | 56                 |

### Classements annuels
| Classement (2017)            | Position |
| ---------------------------- | -------- |
| France (SNEP)                | 54       |
| Belgique (Wallonie Ultratop) | 100      |

## Certification
| Pays   | Organisme | Certification | Seuil                            |
| ------ | --------- | ------------- | -------------------------------- |
| France | SNEP      | Diamant       | 35 millions d'équivalent streams |